# 城市道 (雪梨)
城市道（英語：City Road），又譯昔地道，是澳洲新南威爾斯州雪梨的一條大道，全長1（0.62英里）。城市道從百老匯街夾巴拉馬打道路口向南延伸，穿過雪梨大學，進入紐鎮市區後轉為京街。
該道路原為從雪梨通往臥龍崗並向南延伸的太子公路的起點，現已為太子公路的一部分。該道路雖短，仍為市中心與紐鎮、麻力胡及間打巴利等內西市區之間的主要通路。道路經過維多利亞公園及雪梨大學校園。